# Achenoderus octomaculatus
Achenoderus octomaculatus är en skalbaggsart som först beskrevs av Leon Fairmaire och Germain 1861.  Achenoderus octomaculatus ingår i släktet Achenoderus och familjen långhorningar. Inga underarter finns listade i Catalogue of Life.